# 프레스턴 매닝

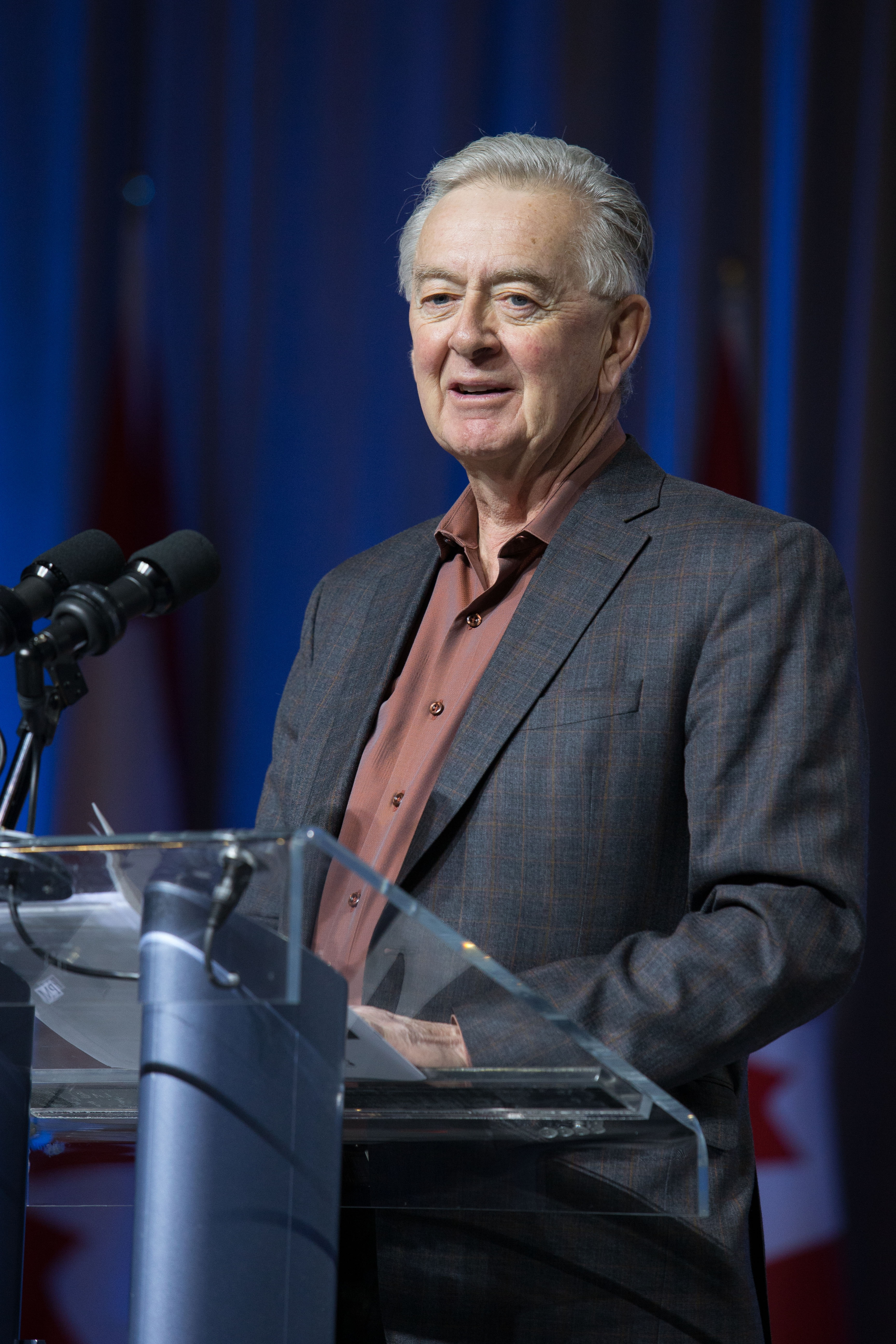
프레스턴 매닝

어니스트 프레스턴 매닝(영어: Ernest Preston Manning, 1942년 6월 10일 ~ )은 캐나다의 정치인이다. 캐나다 개혁당(이하 개혁당)의 창당주이자 유일한 대표였으며, 이 당은 훗날 캐나다 동맹으로 개편된 이후에 진보보수당과 합당하여 오늘날의 보수당이 되었다. 1993년 캘거리 남서 선거구의 국회의원으로 당선되었으며, 2002년 은퇴할 때까지 자리를 지켰다. 1997년부터 2000년까지는 야권대표직도 겸했다. 정계 은퇴 후에는 민주적 교육을 위한 매닝 재단 및 민주주의의 건설을 위한 매닝 재단을 설립했으며, 둘 다 보수주의적 가치를 바탕으로 캐나다의 민주주의를 굳건하게 하는 데 초점을 두고 있는 비영리단체이다.